# Підгородці
Пі́дгородці (Підгородець) — село в Україні, в Сколівській міській громаді, Стрийського району Львівської області. Орган місцевого самоврядування — Сколівська міська рада.

## Географія

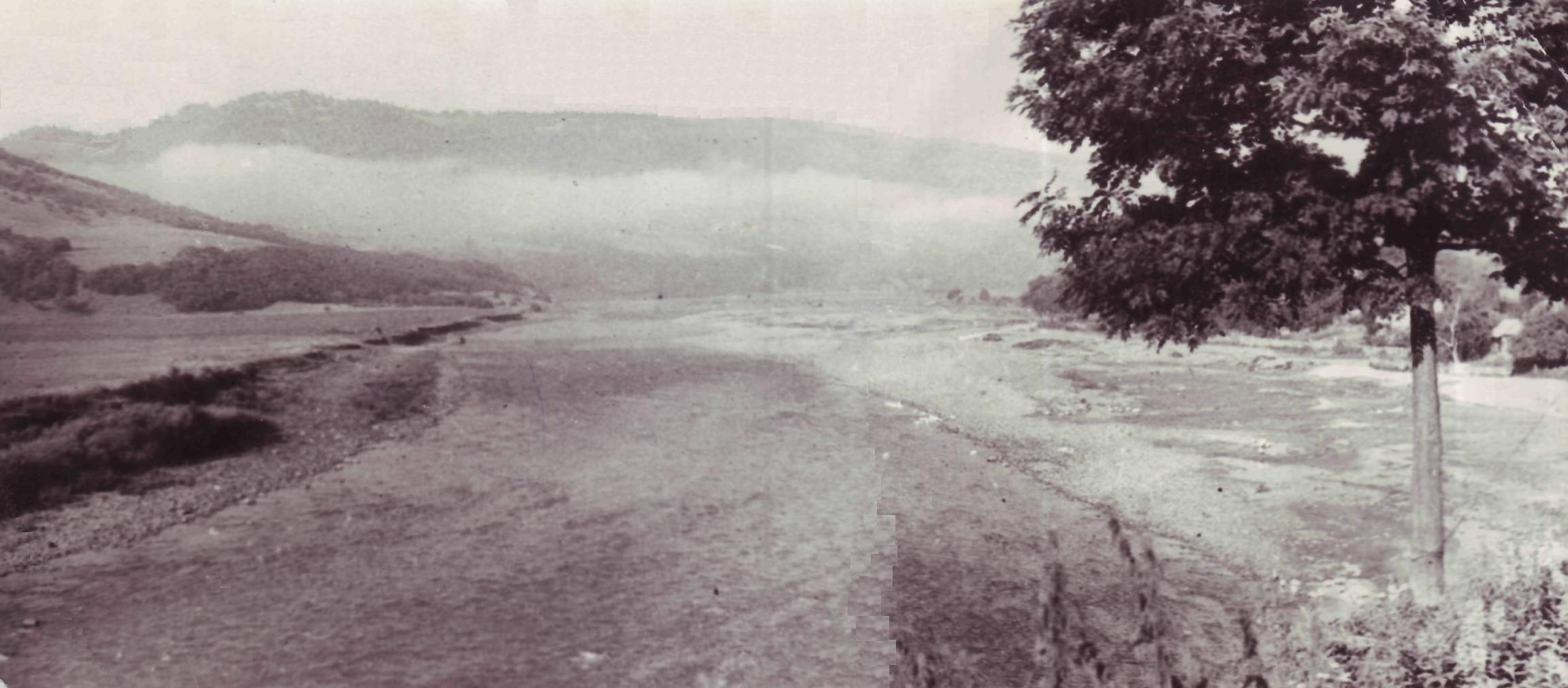
Річка Стрий біля Підгородців

У селі і на південно-західній околиці річка Уричанка та потік Даланівський впадають у Стрий.
На південно-східній стороні від села потік Зажече впадає у річку Стрий.

### Природа
Більшість описів стану природи і зокрема фауни у працях С. Петруського стосуються саме Підгородців. Такі посилання на Петруського можна знайти і в інших джерелах, зокрема у працях І. Верхратського. Серед іншого, для Підгородців вказано на знахідки рідкісного кажана підковика (у Петруського як Rinolophus ferrum equinum, проте найімовірніше це Rhinolophus hipposideros). Його колекції комах (зокрема Diptera та Coleoptera) з відповідними етикетковими даними зберігаються в Зоологічному музеї імені Бенедикта Дибовського (музей при Львівському університеті імені Івана Франка).

## Історія
1397 року Владислав II Ягайло дарував село Підгородці Іванові Франковичу й Іванові Ставіщицю.
У 1934—1939 рр. Підгородці були адміністративним центром ґміни Підгородці.

## Населення
Згідно з переписом УРСР 1989 року чисельність наявного населення села становила 2205 осіб, з яких 1078 чоловіків та 1127 жінок.
За переписом населення України 2001 року в селі мешкало 2108 осіб.

### Мова
Розподіл населення за рідною мовою за даними перепису 2001 року:
| Мова       | Відсоток |
| ---------- | -------- |
| українська | 99,53 %  |
| російська  | 0,23 %   |
| білоруська | 0,09 %   |
| молдовська | 0,09 %   |

## Пам'ятки

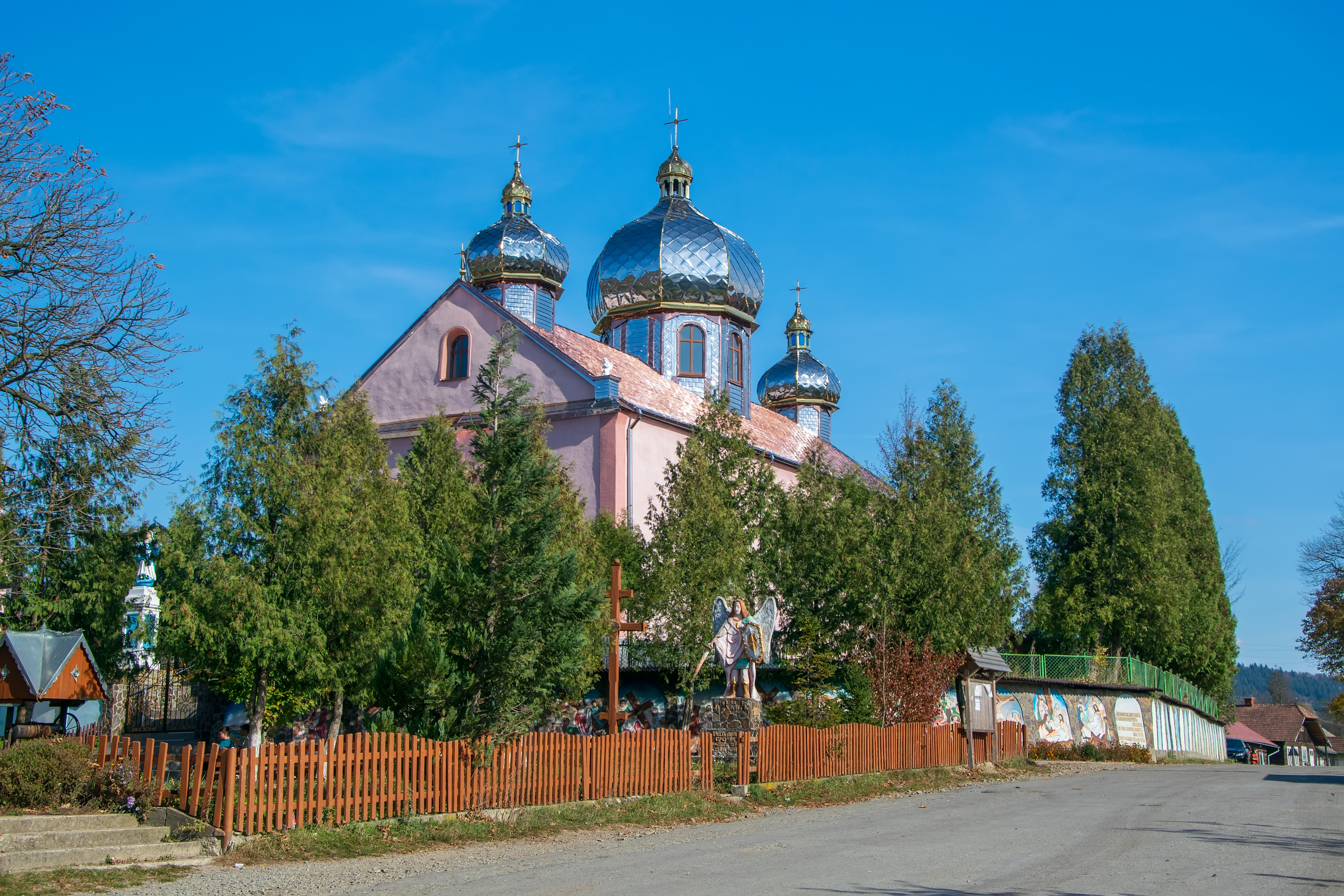
Церква святого Дмитрія

З села походить ікона Богородиці одигітрії з похвалою (XV ст.), що спочатку знаходилася у місцевій церкві Святого Дмитрія.

## Відомі люди
- Станіслав Костянтин Петруський (1811, Підгородці — 1874, Підгородці) — галицький вчений-природознавець;
- Будзяк Ольга Степанівна — доктор економічних наук, професор; завідувач кафедри екології та економіки землекористування Державної екологічної академії післядипломної освіти та управління Міністерства захисту довкілля та природних ресурсів України